# Grimmenwiesenbach
Der Grimmenwiesenbach ist ein rechter Zufluss des Lohrbaches im Landkreis Main-Spessart im bayerischen Spessart. Er entsteht in Neuhütten durch den Zusammenfluss von Äußerer Bach und Schwarzengrundbach.

## Geographie

### Quellbäche
Äußerer Bach

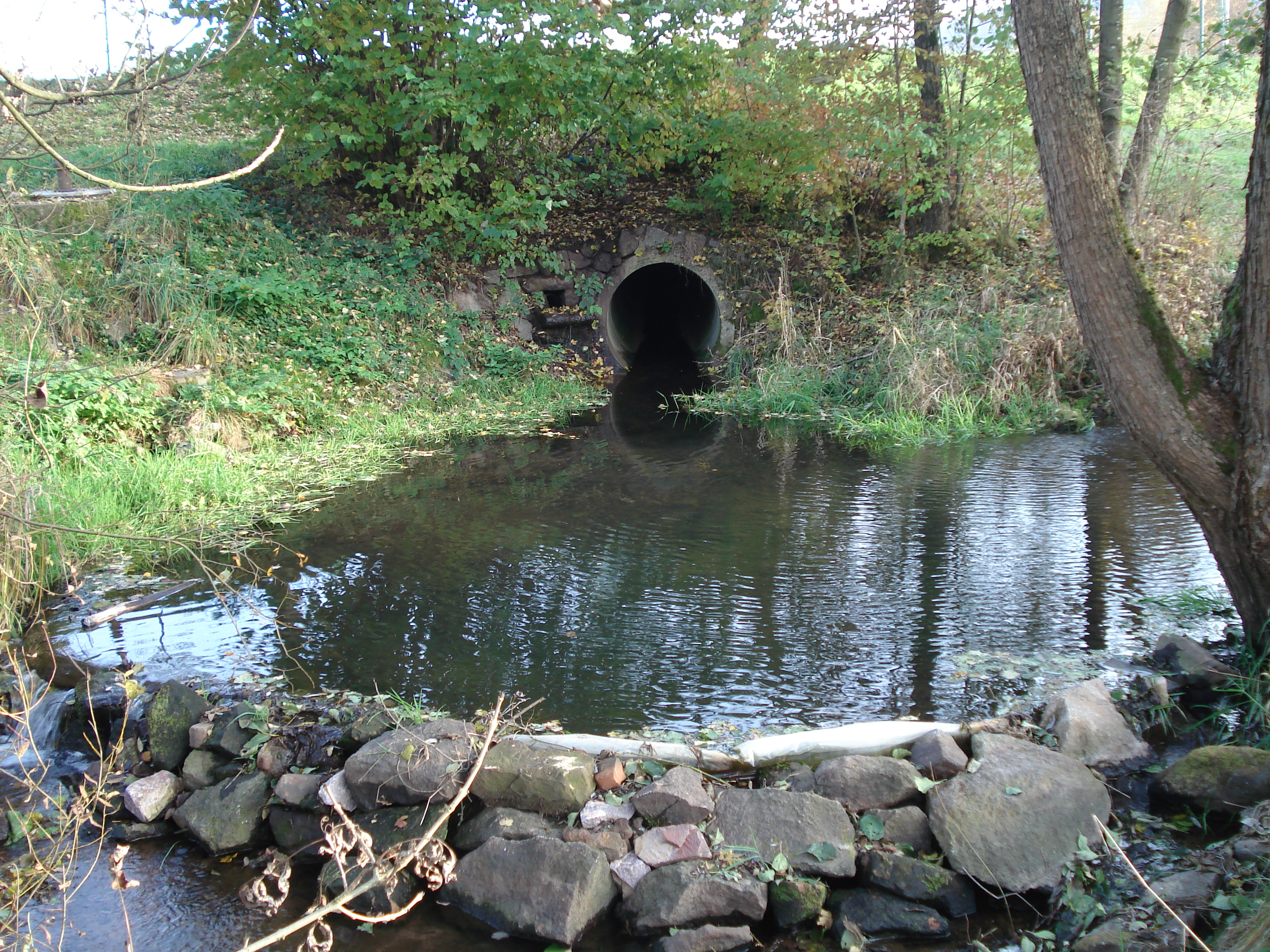
Zusammenfluss von Äußerer Bach (Rohr hinten) und Schwarzengrundbach (rechts)

Der Äußerer Bach entspringt im Stockbrunnen nördlich des Bischborner Hofs, unterhalb der Bundesstraße 26, im Forst Lohrerstraße. Er fließt in nördliche Richtung und wird vom Gailsborn mit zusätzlichem Wasser gespeist. Der Äußere Bach ist mit 3,9 km der längere Quellbach.
Schwarzengrundbach
Die Quelle des 3,0 km langen Schwarzengrundbaches ist der nördlich von Rothenbuch liegende Schwarze Brunnen, im Rothenbucher Forst. Er wird vom Fuchsbrunnen verstärkt, passiert die sogenannte Quellfurt und vereinigt sich in Neuhütten mit dem Äußeren Bach.

### Verlauf
Nach dem Zusammenfluss der Quellbäche durchfließt der Grimmenwiesenbach den im Zuge der Dorferneuerung errichteten Grimmwiesensee. Vor dessen Fertigstellung wurde dieser Platz als Ackerfläche genutzt. An der Fleckensteinsmühle nördlich des Ortes unterquert der Grimmenwiesenbach die Staatsstraße 2317 (Kahltal-Spessart-Radweg) und mündet in den rechten Arm des Lohrbachs.

### Flusssystem Lohr
- Liste der Fließgewässer im Flusssystem Lohr

## Geschichte

### Mühlen
- Neumühle
- Fleckensteinsmühle